# Свети Конон Исавријски
Свети мученик Конон Исавријски како хришћани верују поучен би у вери Христовој и крштен у име Пресвете и Животворне Тројице од самога Архангела Михаила. И до саме смрти његове невидљиво га је пратио овај Архистратиг Божји. Био је просветљен и ојачан благодаћу Духа Светога, те га срце није вукло ни за чим светским, него само за духовним и небеским. Кад су га родитељи силом оженили, он прво вече узе свећу и стави је под суд, па упита своју невесту: „Шта је боље, светлост или тама?“ Она одговори: „Светлост“. Тада јој он поче говорити о вери Христовој, и о духовном животу као бољем и лепшем од телесног. Те тако успе, да и њу, а по том и своје родитеље приведе у веру Христову. И беху он и жена му као брат и сестра. Ускоро умру му и родитељи и жена, и он се повуче потпуно од светског живота и преда молитви, посту и богомислију. Учинио велика чудеса, којима многе обрати у хришћанство. Између осталога, примора зле духове да му служе. При једном гоњењу би ухваћен и мучен, и сав избоден ножевима. Његовом крвљу мазаху се болесници и исцељиваху. Он поживе после тога још две године у своме граду и престави се Господу. Овај светитељ поживе и пострада у II веку.
Српска православна црква слави га 5. марта по црквеном, а 18. марта по грегоријанском календару.